# Paris-Roubaix de 1945
A 43.ª edição da Paris-Roubaix teve lugar a 9 de abril de 1945 e foi vencida pelo francês Paul Maye.

## Classificação final
| Posição | Ciclista             | Equipa           | Tempo      |
| ------- | -------------------- | ---------------- | ---------- |
| 1       | Paul Maye            | Alcyon-Dunlop    | 7h 52' 54" |
| 2       | Lucien Teisseire     | -                | m. t.      |
| 3       | Kleber Piot          | -                | m. t.      |
| 4       | Louis Thiétard       | Metropole-Dunlop | m. t.      |
| 5       | Maurice Desimpelaere | Alcyon-Dunlop    | m. t.      |
| 6       | Édouard Muller       | -                | m. t.      |
| 7       | Robert Renonce       | -                | m. t.      |
| 8       | Maurice de Muer      | Peugeot          | + 3' 01"   |
| 9       | Maurice Quentin      | -                | m. t.      |
| 10      | Lucien Maelfait      | -                | m. t.      |